# Fins curlingteam (vrouwen)
Het Finse curlingteam vertegenwoordigt Finland in internationale curlingwedstrijden.

## Geschiedenis
Finland nam voor het eerst deel aan een internationaal toernooi tijdens het Europees kampioenschap van 1983, in het Zweedse Västerås. De eerste wedstrijd werd meteen met 19-2 verloren van Schotland. Finland kon de eerste twee jaar slechts één wedstrijd winnen. De volgende jaren groeide het Finse team uit tot een stabiele middenmoter, zonder grote uitschieters. De vierde plaats in 1996 leek lange tijd het hoogst haalbare. In 2015 wist Finland brons te winnen op het EK; de eerste internationale medaille ooit voor het land. In de jaren nadien ging het evenwel weer bergaf met de Finse damesploeg. Momenteel vertoeft Finland in de C-divisie.
Op het wereldkampioenschap waren de Finnen tot op heden vijftien keer present. Tot grote prestaties is Finland op het wereldtoneel nog nooit in staat gebleken. In 1994 eindigde het land op de zesde plaats; hoger is het tot op heden niet geraakt. Aan de Olympische Winterspelen mocht Finland nog nooit deelnemen.

## Finland op het wereldkampioenschap
| Jaar | Plaats        | Skip            | WG            | W             | V             | PV            | PT            |
| ---- | ------------- | --------------- | ------------- | ------------- | ------------- | ------------- | ------------- |
| 1979 | Geen deelname | Geen deelname   | Geen deelname | Geen deelname | Geen deelname | Geen deelname | Geen deelname |
| 1980 | Geen deelname | Geen deelname   | Geen deelname | Geen deelname | Geen deelname | Geen deelname | Geen deelname |
| 1981 | Geen deelname | Geen deelname   | Geen deelname | Geen deelname | Geen deelname | Geen deelname | Geen deelname |
| 1982 | Geen deelname | Geen deelname   | Geen deelname | Geen deelname | Geen deelname | Geen deelname | Geen deelname |
| 1983 | Geen deelname | Geen deelname   | Geen deelname | Geen deelname | Geen deelname | Geen deelname | Geen deelname |
| 1984 | Geen deelname | Geen deelname   | Geen deelname | Geen deelname | Geen deelname | Geen deelname | Geen deelname |
| 1985 | Geen deelname | Geen deelname   | Geen deelname | Geen deelname | Geen deelname | Geen deelname | Geen deelname |
| 1986 | Geen deelname | Geen deelname   | Geen deelname | Geen deelname | Geen deelname | Geen deelname | Geen deelname |
| 1987 | 9             | Jaana Jokela    | 11            | 3             | 8             | 53            | 91            |
| 1988 | 10            | Anne Eerikäinen | 9             | 0             | 9             | 37            | 92            |
| 1989 | 10            | Jaana Jokela    | 9             | 0             | 9             | 35            | 86            |
| 1990 | Geen deelname | Geen deelname   | Geen deelname | Geen deelname | Geen deelname | Geen deelname | Geen deelname |
| 1991 | Geen deelname | Geen deelname   | Geen deelname | Geen deelname | Geen deelname | Geen deelname | Geen deelname |
| 1992 | 10            | Jaana Jokela    | 9             | 2             | 7             | 44            | 64            |
| 1993 | 10            | Jaana Jokela    | 9             | 1             | 8             | 49            | 76            |
| 1994 | 6             | Jaana Jokela    | 9             | 4             | 5             | 59            | 65            |
| 1995 | Geen deelname | Geen deelname   | Geen deelname | Geen deelname | Geen deelname | Geen deelname | Geen deelname |
| 1996 | 10            | Jaana Jokela    | 9             | 1             | 8             | 42            | 79            |
| 1997 | 8             | Jaana Jokela    | 9             | 2             | 7             | 43            | 76            |
| 1998 | 10            | Jaana Jokela    | 9             | 2             | 7             | 38            | 56            |
| 1999 | 8             | Anne Eerikäinen | 9             | 3             | 6             | 39            | 67            |
| 2000 | Geen deelname | Geen deelname   | Geen deelname | Geen deelname | Geen deelname | Geen deelname | Geen deelname |
| 2001 | Geen deelname | Geen deelname   | Geen deelname | Geen deelname | Geen deelname | Geen deelname | Geen deelname |
| 2002 | Geen deelname | Geen deelname   | Geen deelname | Geen deelname | Geen deelname | Geen deelname | Geen deelname |

| Jaar | Plaats        | Skip            | WG            | W             | V             | PV            | PT            |
| ---- | ------------- | --------------- | ------------- | ------------- | ------------- | ------------- | ------------- |
| 2003 | Geen deelname | Geen deelname   | Geen deelname | Geen deelname | Geen deelname | Geen deelname | Geen deelname |
| 2004 | 10            | Kirsi Nykänen   | 9             | 1             | 8             | 48            | 85            |
| 2005 | 12            | Kirsi Nykänen   | 11            | 1             | 10            | 48            | 102           |
| 2006 | Geen deelname | Geen deelname   | Geen deelname | Geen deelname | Geen deelname | Geen deelname | Geen deelname |
| 2007 | Geen deelname | Geen deelname   | Geen deelname | Geen deelname | Geen deelname | Geen deelname | Geen deelname |
| 2008 | Geen deelname | Geen deelname   | Geen deelname | Geen deelname | Geen deelname | Geen deelname | Geen deelname |
| 2009 | Geen deelname | Geen deelname   | Geen deelname | Geen deelname | Geen deelname | Geen deelname | Geen deelname |
| 2010 | Geen deelname | Geen deelname   | Geen deelname | Geen deelname | Geen deelname | Geen deelname | Geen deelname |
| 2011 | Geen deelname | Geen deelname   | Geen deelname | Geen deelname | Geen deelname | Geen deelname | Geen deelname |
| 2012 | Geen deelname | Geen deelname   | Geen deelname | Geen deelname | Geen deelname | Geen deelname | Geen deelname |
| 2013 | Geen deelname | Geen deelname   | Geen deelname | Geen deelname | Geen deelname | Geen deelname | Geen deelname |
| 2014 | Geen deelname | Geen deelname   | Geen deelname | Geen deelname | Geen deelname | Geen deelname | Geen deelname |
| 2015 | 11            | Sanna Puustinen | 11            | 2             | 9             | 61            | 83            |
| 2016 | 11            | Oona Kauste     | 11            | 1             | 10            | 44            | 60            |
| 2017 | Geen deelname | Geen deelname   | Geen deelname | Geen deelname | Geen deelname | Geen deelname | Geen deelname |
| 2018 | Geen deelname | Geen deelname   | Geen deelname | Geen deelname | Geen deelname | Geen deelname | Geen deelname |
| 2019 | 12            | Oona Kauste     | 12            | 3             | 9             | 68            | 90            |
| 2021 | Geen deelname | Geen deelname   | Geen deelname | Geen deelname | Geen deelname | Geen deelname | Geen deelname |
| 2022 | Geen deelname | Geen deelname   | Geen deelname | Geen deelname | Geen deelname | Geen deelname | Geen deelname |
| 2023 | Geen deelname | Geen deelname   | Geen deelname | Geen deelname | Geen deelname | Geen deelname | Geen deelname |
| 2024 | Geen deelname | Geen deelname   | Geen deelname | Geen deelname | Geen deelname | Geen deelname | Geen deelname |
| 2025 | Geen deelname | Geen deelname   | Geen deelname | Geen deelname | Geen deelname | Geen deelname | Geen deelname |
| 2026 | Geen deelname | Geen deelname   | Geen deelname | Geen deelname | Geen deelname | Geen deelname | Geen deelname |

## Finland op het Europees kampioenschap
| Jaar | Plaats        | Skip            | WG            | W             | V             | PV            | PT            |
| ---- | ------------- | --------------- | ------------- | ------------- | ------------- | ------------- | ------------- |
| 1975 | Geen deelname | Geen deelname   | Geen deelname | Geen deelname | Geen deelname | Geen deelname | Geen deelname |
| 1976 | Geen deelname | Geen deelname   | Geen deelname | Geen deelname | Geen deelname | Geen deelname | Geen deelname |
| 1977 | Geen deelname | Geen deelname   | Geen deelname | Geen deelname | Geen deelname | Geen deelname | Geen deelname |
| 1978 | Geen deelname | Geen deelname   | Geen deelname | Geen deelname | Geen deelname | Geen deelname | Geen deelname |
| 1979 | Geen deelname | Geen deelname   | Geen deelname | Geen deelname | Geen deelname | Geen deelname | Geen deelname |
| 1980 | Geen deelname | Geen deelname   | Geen deelname | Geen deelname | Geen deelname | Geen deelname | Geen deelname |
| 1981 | Geen deelname | Geen deelname   | Geen deelname | Geen deelname | Geen deelname | Geen deelname | Geen deelname |
| 1982 | Geen deelname | Geen deelname   | Geen deelname | Geen deelname | Geen deelname | Geen deelname | Geen deelname |
| 1983 | 13            | Anne Eerikäinen | 7             | 1             | 6             | 32            | 82            |
| 1984 | 14            | Pirkko Haataja  | 7             | 0             | 7             | 24            | 74            |
| 1985 | 9             | Jaana Jokela    | 6             | 3             | 3             | 43            | 45            |
| 1986 | 10            | Jaana Jokela    | 7             | 3             | 4             | 54            | 62            |
| 1987 | 6             | Anne Eerikäinen | 8             | 3             | 5             | 42            | 55            |
| 1988 | 12            | Jaana Jokela    | 7             | 2             | 5             | 45            | 58            |
| 1989 | 9             | Jaana Jokela    | 7             | 4             | 3             | 54            | 39            |
| 1990 | 7             | Jaana Jokela    | 8             | 4             | 4             | 39            | 46            |
| 1991 | 8             | Jaana Jokela    | 7             | 1             | 6             | 55            | 28            |
| 1992 | 5             | Jaana Jokela    | 7             | 3             | 4             | 35            | 47            |
| 1993 | 5             | Jaana Jokela    | 7             | 3             | 4             | 38            | 43            |
| 1994 | 10            | Terhi Aro       | 7             | 2             | 5             | 36            | 68            |
| 1995 | 6             | Jaana Jokela    | 9             | 4             | 5             | 51            | 55            |
| 1996 | 6             | Jaana Jokela    | 9             | 4             | 5             | 59            | 60            |
| 1997 | 4             | Jaana Jokela    | 9             | 4             | 5             | 64            | 57            |
| 1998 | 7             | Anne Eerikäinen | 9             | 5             | 4             | 61            | 53            |
| 1999 | 11            | Jaana Jokela    | 7             | 3             | 4             | 48            | 41            |

| Jaar | Plaats | Skip            | WG | W  | V  | PV  | PT  |
| ---- | ------ | --------------- | -- | -- | -- | --- | --- |
| 2000 | 9      | Jaana Jokela    | 7  | 5  | 2  | 64  | 43  |
| 2001 | 8      | Jaana Jokela    | 7  | 0  | 7  | 30  | 53  |
| 2002 | 9      | Kirsi Nykänen   | 11 | 1  | 10 | 65  | 108 |
| 2003 | 11     | Kirsi Nykänen   | 11 | 11 | 0  | 125 | 31  |
| 2004 | 7      | Kirsi Nykänen   | 9  | 4  | 5  | 52  | 76  |
| 2005 | 10     | Paivi Salonen   | 9  | 0  | 9  | 28  | 95  |
| 2006 | 12     | Anne Malmi      | 7  | 6  | 1  | 58  | 31  |
| 2007 | 10     | Anne Malmi      | 9  | 1  | 8  | 34  | 72  |
| 2008 | 12     | Ellen Vogt      | 8  | 5  | 3  | 45  | 52  |
| 2009 | 8      | Ellen Vogt      | 11 | 3  | 8  | 54  | 77  |
| 2010 | 9      | Ellen Vogt      | 9  | 1  | 8  | 50  | 71  |
| 2011 | 12     | Sanna Puustinen | 12 | 9  | 3  | 92  | 61  |
| 2012 | 10     | Anne Malmi      | 9  | 1  | 8  | 36  | 81  |
| 2013 | 11     | Sanna Puustinen | 14 | 10 | 4  | 96  | 74  |
| 2014 | 6      | Sanna Puustinen | 9  | 5  | 4  | 54  | 57  |
| 2015 | 3      | Oona Kauste     | 11 | 7  | 4  | 74  | 76  |
| 2016 | 10     | Anne Malmi      | 9  | 1  | 8  | 38  | 74  |
| 2017 | 11     | Oona Kauste     | 14 | 8  | 6  | 100 | 94  |
| 2018 | 9      | Oona Kauste     | 9  | 2  | 7  | 45  | 70  |
| 2019 | 16     | Elina Virtaala  | 9  | 4  | 5  | 65  | 61  |
| 2021 | 20     | Miia Ahrenberg  | 9  | 0  | 9  | 42  | 85  |
| 2022 | 15     | Miia Ahrenberg  | 18 | 12 | 6  | 129 | 111 |
| 2023 | 16     | Miia Ahrenberg  | 9  | 5  | 4  | 63  | 61  |
| 2024 | 19     | Miia Ahrenberg  | 9  | 1  | 8  | 43  | 86  |
| 2025 | 23     | Jenni Bäckman   | 6  | 2  | 4  | 34  | 35  |

Andorra · Australië · België · Brazilië · Bulgarije · Canada · China · Chinees Taipei · Denemarken · Duitsland · Engeland · Estland · Filipijnen · Finland · Frankrijk · Groot-Brittannië · Hongarije · Hongkong · Ierland · Israël · Italië · Jamaica · Japan · Kazachstan · Kenia · Kroatië · Letland · Litouwen · Luxemburg · Mexico · Nederland · Nieuw-Zeeland · Nigeria · Noorwegen · Oekraïne · Oostenrijk · Polen · Portugal · Qatar · Roemenië · Rusland · Schotland · Servië · Slovenië · Slowakije · Spanje · Thailand · Tsjechië · Tsjecho-Slowakije · Turkije · Verenigde Staten · Wales · Wit-Rusland · Zuid-Korea · Zweden · Zwitserland